# Ботово (Польща)
Ботово (пол. Botowo, нім. Bottowen; 1938–1945: Bottau) — село в Польщі, у гміні Біскупець Ольштинського повіту Вармінсько-Мазурського воєводства.
Населення — 234 особи (2011).

## Демографія
Демографічна структура станом на 31 березня 2011 року:
|          | Загалом | Допрацездатний вік | Працездатний вік | Постпрацездатний вік |
| -------- | ------- | ------------------ | ---------------- | -------------------- |
| Чоловіки | 112     | 27                 | 76               | 9                    |
| Жінки    | 122     | 29                 | 75               | 18                   |
| Разом    | 234     | 56                 | 151              | 27                   |